# مريم النورهي
مريم النورهي (من مواليد 6 نوفمبر 1990) هي رياضية بارالمبية مغربية تتنافس في مسابقات المضمار والميدان الدولية المخصصة للرياضيين ذوي الاحتياجات الخاصة، حيث تنافس في فئة T12، المخصصة للرياضيين ذوي الإعاقات البصرية. 
تنافست في دورة الألعاب البارالمبية الصيفية 2020 وتنافست أيضًا في دورة الألعاب البارالمبية الصيفية 2024، حيث فازت بالميدالية الفضية.

## مسيرتها
في عام 2012 شاركت مريم في دورة الألعاب البارالمبية الصيفية التي أُقيمت في لندن، حيث حققت المركز الرابع في سباق 1500 متر T12. وفي عام 2013، تنافست في سباق 1500 متر T12 في بطولة العالم لألعاب القوى لذوي الاحتياجات الخاصة 2013 في ليون، وحصلت على الميدالية الفضية. وفي عام 2017، شاركت في دورة ألعاب التضامن الإسلامي، وحصلت على الميدالية البرونزية في سباقي 100 متر و200 متر.  تنافست النورحي أيضًا في دورة الألعاب البارالمبية الصيفية 2020، سباق 1500 متر والماراثون.
وفي عام 2024 شاركت في دورة الألعاب البارالمبية الصيفية 2024، حيث فازت بالميدالية الفضية في سباق الماراثون النسائي T12.